# Tereza Voborníková
Tereza Voborníková, née le 31 mai 2000 à Vrchlabí, est une biathlète tchèque.

## Biographie
Tereza Vobornikova fait ses débuts en Coupe du monde en janvier 2020 à Oberhof. Elle inscrit ses premiers points deux ans plus tard à Antholz en réalisant un top 30 sur l'individuel, juste avant de participer aux Jeux olympiques de Pékin. Au retour des Jeux, elle prend la direction des Championnats du monde juniors de biathlon 2022 à Soldier Hollow, où elle décroche la médaille de bronze sur l'individuel puis est doublement titrée sur le sprint et la poursuite.
L'hiver suivant, elle participe à sa première cérémonie des fleurs (top 6) à l'issue du sprint à Oslo. Sa progression se poursuit lors de la saison 2023-2024 où elle signe son meilleur résultat en carrière, à Oslo à nouveau, sur l'individuel (5e). Elle termine à la seizième place du classement général.
Le 12 février 2025, en ouverture des championnats du monde à Lenzerheide, elle obtient la médaille d'argent du relais mixte en compagnie de Jessica Jislová, Vítězslav Hornig et Michal Krčmář.

## Palmarès

### Jeux olympiques d'hiver
| Édition \ Épreuve | Individuel | Sprint | Poursuite | Mass start | Relais | Relais mixte |
| ----------------- | ---------- | ------ | --------- | ---------- | ------ | ------------ |
| Pékin 2022        | 34e        | 58e    | LAP       | —          | —      | —            |

Légende :
- — : non disputée par Tereza Voborníková
- LAP : rattrapée par la 1re

### Championnats du monde
| Édition \ Épreuve | Individuel | Sprint | Poursuite | Mass start | Relais | Relais mixte             | Relais mixte simple |
| ----------------- | ---------- | ------ | --------- | ---------- | ------ | ------------------------ | ------------------- |
| Oberhof 2023      | 45e        | 18e    | 7e        | 18e        | 7e     | 5e                       | 14e                 |
| Nové Město 2024   | 52e        | 32e    | 13e       | —          | 7e     | —                        | —                   |
| Lenzerheide 2025  | 24e        | 71e    | —         | —          | 12e    | Médaille d'argent, monde | 14e                 |

- — : non disputée par Tereza Voborníková

### Coupe du monde
- Meilleur classement général : 16e en 2024.
- Meilleur résultat individuel : 5e
- 1 podium en relais mixte : 1 deuxième place.

 Dernière mise à jour le 12 février 2025 

#### Résultats détaillés en Coupe du monde
| 2019-2020 |        |        |        |        |        |        |        |        |        |        |        |        |        | .      | .      | .      | .      |        |        |        |        |         |         |         |        |    | n.c. |
| 2019-2020 | SP     | IN     | SP     | PU     | SP     | PU     | MS     | SP 84e | MS     | SP 99e | PU     | IN     | MS     | SP     | PU     | IN     | MS     | SP     | MS     | SP     | PU     | SP Ann. | PU Ann. | MS Ann. |        |    | n.c. |
| 2020-2021 |        |        |        |        |        |        |        |        |        |        |        |        |        |        |        | .      | .      | .      | .      |        |        |         |         |         |        |    | n.c. |
| 2020-2021 | IN 82e | SP 76e | SP     | PU     | SP 72e | PU     | SP     | PU     | MS     | SP     | PU     | SP     | MS     | IN     | MS     | SP     | PU     | IN     | MS     | SP     | PU     | SP      | PU      | SP      | PU     | MS | n.c. |
| 2021-2022 |        |        |        |        |        |        |        |        |        |        |        |        |        |        |        | .      | .      | .      | .      |        |        |         |         |         |        |    | 66e  |
| 2021-2022 | IN     | SP     | SP     | PU     | SP     | PU     | SP 50e | PU 46e | MS     | SP     | PU     | SP     | PU     | IN 29e | MS     | IN 34e | SP 58e | PU     | MS     | SP     | PU     | SP      | MS      | SP 31e  | PU 24e | MS | 66e  |
| 2022-2023 |        |        |        |        |        |        |        |        |        |        |        |        |        |        | .      | .      | .      | .      |        |        |        |         |         |         |        |    | 43e  |
| 2022-2023 | IN 22e | SP 58e | PU 53e | SP 63e | PU     | SP     | PU     | MS     | SP 30e | PU 21e | IN 80e | MS     | SP 56e | PU 42e | SP 18e | PU 7e  | IN 45e | MS 18e | SP 41e | PU 34e | IN 41e | MS      | SP 6e   | PU Ann. | MS 25e |    | 43e  |
| 2023-2024 |        |        |        |        |        |        |        |        |        |        |        |        |        |        | .      | .      | .      | .      |        |        |        |         |         |         |        |    | 16e  |
| 2023-2024 | IN 30e | SP 64e | PU     | SP 16e | PU 11e | SP 9e  | PU 20e | MS 18e | SP 67e | PU     | SP 19e | PU 16e | SI 31e | MS 30e | SP 32e | PU 13e | IN 52e | MS     | IN 5e  | MS 8e  | SP 16e | PU 12e  | SP      | PU      | MS     |    | 16e  |
| 2024-2025 |        |        |        |        |        |        |        |        |        |        |        |        |        |        | .      | .      | .      | .      |        |        |        |         |         |         |        |    | 21e  |
| 2024-2025 | SI 59e | SP 20e | MS     | SP 52e | PU 43e | SP 29e | PU 29  | MS     | SP 39e | PU 28e | IN 11e | MS 16e | SP 9e  | PU 11e | SP 71e | PU     | IN 24e | MS     | SP 17e | PU 15e | IN 53e | MS 15e  | SP 25e  | PU 7e   | MS 8e  |    | 21e  |

- n.c. : non classée

### Championnats du monde juniors et jeunes
| Mondiaux / Épreuve            | Individuel                         | Sprint                        | Poursuite                     | Relais       |
| 2018 (Jeunes) Otepaa          | 29e                                | 5e                            | 20e                           | 5e           |
| 2019 Brezno                   | (Jeunes)                           | 11e (Jeunes)                  | (Jeunes)                      | 8e (Juniors) |
| 2020 (Juniors) Lenzerheide    | 36e                                | 38e                           | 17e                           | 5e           |
| 2021 (Juniors) Obertilliach   | 27e                                | 11e                           | 7e                            | 13e          |
| 2022 (Juniors) Soldier Hollow | Médaille de bronze, Coupe du Monde | Médaille d'or, Coupe du Monde | Médaille d'or, Coupe du Monde | DNF          |

Légende :
- : première place, médaille d'or
- : troisième place, médaille de bronze
- — : non disputée par Tereza Voborníková